# Iglesia de Santa María (Janza)
La iglesia de Santa María es un templo católico de la parroquia española de Janza.

## Descripción
La iglesia está situada en la parroquia española de Janza, del municipio de Valga, perteneciente a la provincia de Pontevedra. Aparece descrita en el noveno volumen del Diccionario geográfico-estadístico-histórico de España y sus posesiones de Ultramar de Pascual Madoz con las siguientes palabras:

La igl. parr. (Sta. Maria), está servida por un cura de provision ordinaria en concurso; en el átrio de la igl. está el cementerio.
(Madoz, 1847, p. 581)